# GJ 758 B
A GJ 758 B egy barna törpe, vagy talán egy exobolygó, amely a G színképtípusú GJ 758 nevű csillag körül kering tőlünk 50 fényévnyire a Lant csillagképben. A megközelítőleg 320 °C-os (593 K) felszíni hőmérsékletével a leghidegebb égitestnek számít a Naprendszeren kívül, amelyről eddig hőfelvétel készült.
Akárcsak kísérőjét, a GJ 758 C-t, a GJ 758 B-t is a Subaru távcső "High-Contrast Coronographic Imager for Adaptive Optics" (HiCIAO) kamerájával fedezték fel.
A GJ 758 egyike azon ritka bolygórendszereknek, amelyek indirekt módszerekkel is vizsgálhatóak.